# Поколение интровертов
Поколение интровертов (яп. 内向の世代 найко: но сэдай) — термин японского литературоведения, используемый для обозначения группы писателей, родившихся в середине 1930-х годов и появившихся в литературе в конце 1960-х — начале 1970-х годов.
Впервые был использован литературоведом Хидэо Одагири в 1971 году в отрицательном значении по отношению к авторам, игнорирующим социальные и идеологические проблемы и направленным в своём творчестве внутрь самих себя.
Основные представители: Ёсикити Фуруи, Сэндзи Курои, Юити Такаи, Кунио Огава, Акира Абэ, Мэйсэй Гото и др.
Из писателей-женщин к «поколению интровертов» относятся Минако Оба и Таэко Томиока.
Некоторыми к группе причисляются также писатели Миёдзи Уэда и Хироси Сакагами, а также критики Сюн Акияма и Кодзин Каратани.
С 1977 года издательством «Хэйбонся» выпускается ежеквартальный журнал «Литературный стиль» (文体), в редакционный совет которого входили Гото, Фуруи, Сакагами и Такаи. В журнале регулярно публикуются произведения группы и дискуссии с участием писателей «поколения интровертов».